# Cease the Day
Cease the Day è il quinto album in studio del gruppo musicale In the Woods..., pubblicato nel 2018 dalla Debemur Morti.

## Tracce
1. Empty Streets – 9:18
2. Substance Vortex – 7:16
3. Respect My Solitude – 3:37
4. Cloud Seeder – 6:43
5. Still Yearning – 8:48
6. Strike Up with the Dawn – 6:18
7. Transcending Yesterdays – 6:55
8. Cease the Day – 1:49

## Formazione
- James Fogarty - voce, basso, tastiera
- Kåre André Sletteberg - chitarra
- Bernt Sørensen - chitarra
- Anders Kobro - batteria